# 茂业商业
茂业商业 （上交所：600828）是中国上海证券交易所的一家上市公司，主要从事商业零售丶金融投資，1994年2月在上海證券交易所掛牌上市。2018年，茂业商业收购电商公司深圳优依购38.24%的股份，并表示会学习该公司电商经营的经验。
黃維正是黃茂如的兒子，任職茂業商業總裁 该公司是茂业投資旗艦之一，因為茂業系以其名義持有多個上市公司的股權